# Grasso al bario
Il grasso al bario è un grasso lubrificante di colore arancione, talvolta verdastro. È composto da bario e abbondanti sostanze saponose, resiste bene alle medie temperature ma poco alle basse e non tollera velocità di rotazione superiori ai 400 rpm. Trova impiego in molti settori tra cui i cuscinetti a lenta rotazione di ogni tipo. 

Il suo punto di goccia si colloca intorno ai 300 °C però sopporta temperature superiore ai 230° solo per brevi periodi.